# Grasshoppers Handball Club of Owerri
Le Grasshoppers Handball Club of Owerri est un club de handball féminin basé à Owerri, au Nigeria.

## Histoire
Le Grasshoppers Handball Club of Owerri est fondé en 1977 par Sir Jerry Amadi Enyeazu. Finaliste de la première édition de Coupe d'Afrique des clubs champions en 1979 contre Al Ahly, le club est ensuite sacré champion d'Afrique en 1982, battant en finale l'Air Afrique Bouaké.
Les Grasshoppers remportent la première édition de la Coupe d'Afrique des vainqueurs de coupe en 1985 ; la même année, elles échouent en finale de la Coupe d'Afrique des clubs champions. Elles sont finalistes de la Coupe d'Afrique des vainqueurs de coupe en 1986 ainsi que de la Coupe d'Afrique des clubs champions en 1987. L'année suivante, le club remporte sa troisième Coupe d'Afrique des clubs champions. En 1997, le Grasshoppers Handball Club of Owerri perd la finale de la Coupe d'Afrique des vainqueurs de coupe.